# West (cigaretter)
West är ett tobaksbolag från Tyskland. De ägs av Imperial Tobacco och sponsrade McLaren i formel 1 mellan 1997 och 2005.